# 잔드라 로즈
잔드라 로즈(Dame Zandra Lindsey Rhodes, 1940년 9월 19일~)는 영국인 패션 디자이너이다.

## 가족 배경과 어린 시절
잔드라 로즈는 영국 켄트주 채텀에서 태어났고, 당시 파리의 패션 업계에서 일하며 메드웨이 예술 대학에서 교사로 재직 중이던 어머니를 통해 패션을 접했다. 후에 메드웨이 예술 대학을 거쳐 런던 로열 칼리지 오브 아트에서 재학했다. 재학 중 전공 분야는 옷감 프린트 디자인이었다.

## 경력
1966-69년에 로즈는 당시 함께 재학중이던 실비아 에이튼(Sylvia Ayton)과 풀럼 로드 클로즈 샵(Fulham Road Clothes Shop)이라는 이름의 부티크 가게를 열었고, 여기서 에이튼이 의류 디자인을, 로즈는 의류 제작에 쓰일 옷감 디자인을 담당했다. 첫 콜렉션은 헐겁고 로맨틱한 의상으로 꾸렸다.
1969년에 로즈와 에이튼은 각자의 길을 걷기로 결정, 로즈는 런던 서부 패딩턴 근처에 스튜디오를 차렸다. 그의 생활 방식도 디자인 만큼이나 극적이고 화려하며 외향적이었다. 머리는 형광 연두색으로 염색하고(후에 핑크색으로 바꾸고, 가끔 빨간색이나 다른 색으로 바꾸기도 했다) 얼굴에는 극적인 화장을, 목, 귀와 팔에는 대담한 예술 장신구를 건 그는 국제 패션계에 강한 인상을 남겼다.
그는 1970년대에 런던이 세계 패션계의 중심지로 자리매김하는 데 큰 역할을 한 영국계 디자이너들 중 하나였다. 로즈의 디자인은 분명하고 창의적이며, 극적이지만 우아하고, 대담하지만 여성적이라는 평을 받는다. 로즈는 유기적인 재료와 자연에서 영감을 받는다고 한다. 그의 혁신적이고 다채로운 프린트는 여행에서 인상을 받기도 했는데, 예를 들어 우크라이나에서는 셰브런 스트라이프(chevron stripe)를, 북미에서는 인디언 공예품의 무늬를, 일본에서는 꽃, 서예나 조개를 받아들였다. 의류 제작에 있어서의 특징은 바깥으로 드러나게 뒤집어진 솔기라든지, 보석으로 장식된 안전핀이나, 펑크 풍의 찢김 등을 들 수 있겠다.
로즈는 1977년에 '개념적 시크(Conceptual Chic)', 즉 주류에 반하는 펑크 해석을 통해 가장 이름을 알렸다. 베르사체보다 10년 앞서 그는 구멍이 뚫리거나 구슬 장식이 들어간 안전핀을 사용해 드레스를 만들었고, 이는 일종의 자수처럼, 느슨한 모양이 그려진 실크 저지, 혹은 새로 개발된 울트라스웨이드 옷감과 함께 구성되었다.
그는 웨일즈 공작 부인 다이애나를 포함, 왕족 및 유명인을 위해 디자인을 계속 하고 있다. 잘 알려진 코스츔 디자인 중에는 더 스트러츠의 루크 스필러(Luke Spiller), 퀸의 프레디 머큐리와 브라이언 메이 등이 있다. 미국, 영국, 호주에서 잘 알려졌다. 1995년에는 캘리포니아에 실내 디자인 사업을 위한 스튜디오를 새로 열었다.
2001년에는 샌디에고 오페라에서 첫 오페라 공연이었던 "마술피리"를 위한 코스츔 디자인을 의뢰했고, 후에도 그는 샌디에고 오페라와의 관계를 지속하여 조르주 비제의 "진주조개잡이"를 위한 무대와 코스츔을 디자인하기도 했다. 또한 그는 휴스턴 그랜드 오페라 및 잉글리시 내셔널 오페라가 공연한 주세페 베르디의 "아이다"의 디자인도 맡았다.
로즈는 런던의 패션 직물 박물관(Fashion and Textile Museum)을 2003년 5월에 설립했고, 개관식에는 켄트 공자 마이클이 참석했다. 2006년 9월 22일에 그는 본인 역할로 BBC 라디오 4 채널에서 방송한 드라마 더 아처스(The Archers)에 등장했다. 2007년에는 헤리엇 와트 대학교에서 명예 박사 학위를 수여받았다. BBC 텔레비전에서 방영한 프로그램 앱솔루틀리 패뷸러스(Absolutely Fabulous) 2기에서 본인 역할로 한 회에 등장하기도 했다. 또한 프로젝트 캣워크(Project Catwalk) 프로그램에서 3기 1화 방영분에 초대 심사위원으로 참가했다.
2009년 11월에 그는 영국 신설 대학이고 미술 및 디자인 관련 대학으로는 두번째인 유니버시티 포 더 크리에이티브 아츠(University of the Creative Arts)의 총장 임명을 받았다. 공식 임명식은 2010년 6월에 화이트홀 뱅킷 하우스에서 열렸으며 행사 중 로즈가 재학했던 켄트, 메드웨이의 로체스터 캠퍼스에서 패션 디자인 및 패션 혁신 경영 학과 졸업생, 그리고 서리 엡솜 캠퍼스의 패션학과 졸업생 작품들 중 우수한 디자인을 선별한 패션쇼를 열었다.
2009년에 영국 의류 소매 체인인 막스 앤 스펜서스에서 로즈가 제작한 "잔드라 로즈 콜렉션"을 대형 점포에 한해 선보였다. 로즈의 장신구 콜렉션에는 오리엔탈 위스퍼 콜렉션, 펑크 시크 콜렉션, 러블리 릴리즈 콜렉션, 시그너쳐 콜렉션, 맨하탄 레이디 콜렉션 등 5개가 있다.
2011년 8월에는 아델 마리 런던(Adele Marie London)과 합작하여 "잔드라 로즈 로 아델 마리"라는 장신구 콜렉션을 내 놓았다. 이 콜렉션은 이제 유명해진 로즈의 초창기 옷감을 장신구의 형식으로 재해석하여 구성되었다. 2010년에는 블루프린트(Bluprint)와 라이센스 계약 하에 핸드백 콜렉션을 출시했고, 침구 및 야외활동용 의류 방면으로도 합작했다.
2013년 3월 26일에는 개인 소장중이던 유명 의상 500개를 디지털 스터디 콜렉션으로 제작했고, 여기에 스케치 및 미공개 인터뷰나 스튜디오 내 활동 등도 포함되었다. 잔드라 로즈 디지털 스터디 콜렉션은 유니버시티 포 더 크리에이티브 아츠 주관, 지스크(Jisc) 협찬으로 이루어져 전 세계의 디자인 학생들이 참고할 수 있게끔 만들었다.

## 작위
로즈는 영국 패션 및 옷감에 기여한 공헌을 바탕으로 1997년과 2014년에 대영제국훈장(CBE, DBE)을 수여받았다.

## 기타
잔드라 로즈는 1975년 이래로 워너 브라더스 전 회장 살라 하나넨(Salah Hassanein)과 관계가 있다.
2009년 6월 30일에 그는 샌디에고의 라 졸라 부근의 에이스 하드웨어 가게를 차량으로 들이받았고 결과 한 42세 여성이 부상을 입었다.
2010년에 그는 당시 새로 출범한 데이비드 캐머런 정부에 대해 우호적인 의견을 표출했다.

## 같이 보기
- 펑크 패션